# Utenio stadionas
Utenio stadionas är en fotbollsarena i Utena i Litauen. Den är hemmaarena för FK Utenis och Utenis.

## Fotbollsarenan
Utenio stadionas byggdes under sovjetiden, 1978.
Utenio stadionas är den främsta utomhus rekreation, underhållning och idrottsplats i staden Utena, med en kapacitet på 3 000 åskådare. 
Utenio stadionas är hem för träning och hemmamatcher för Utenos Utenis fotbollslag, friidrott och andra sporter.
2013 stadion rekonstruerades och anpassades för friidrott, utomhusutrustning och underhållningsområden för barn.

## Bilder

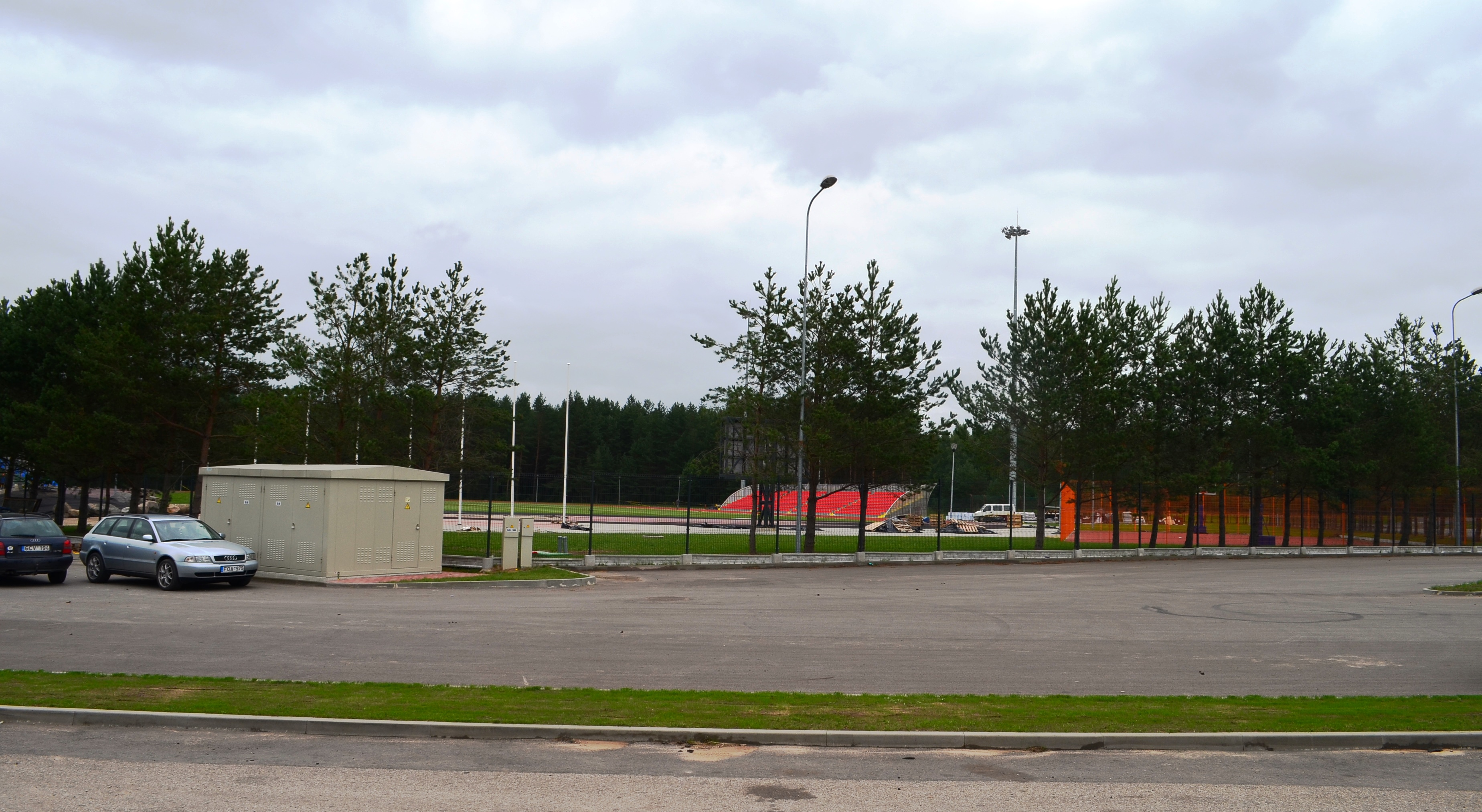
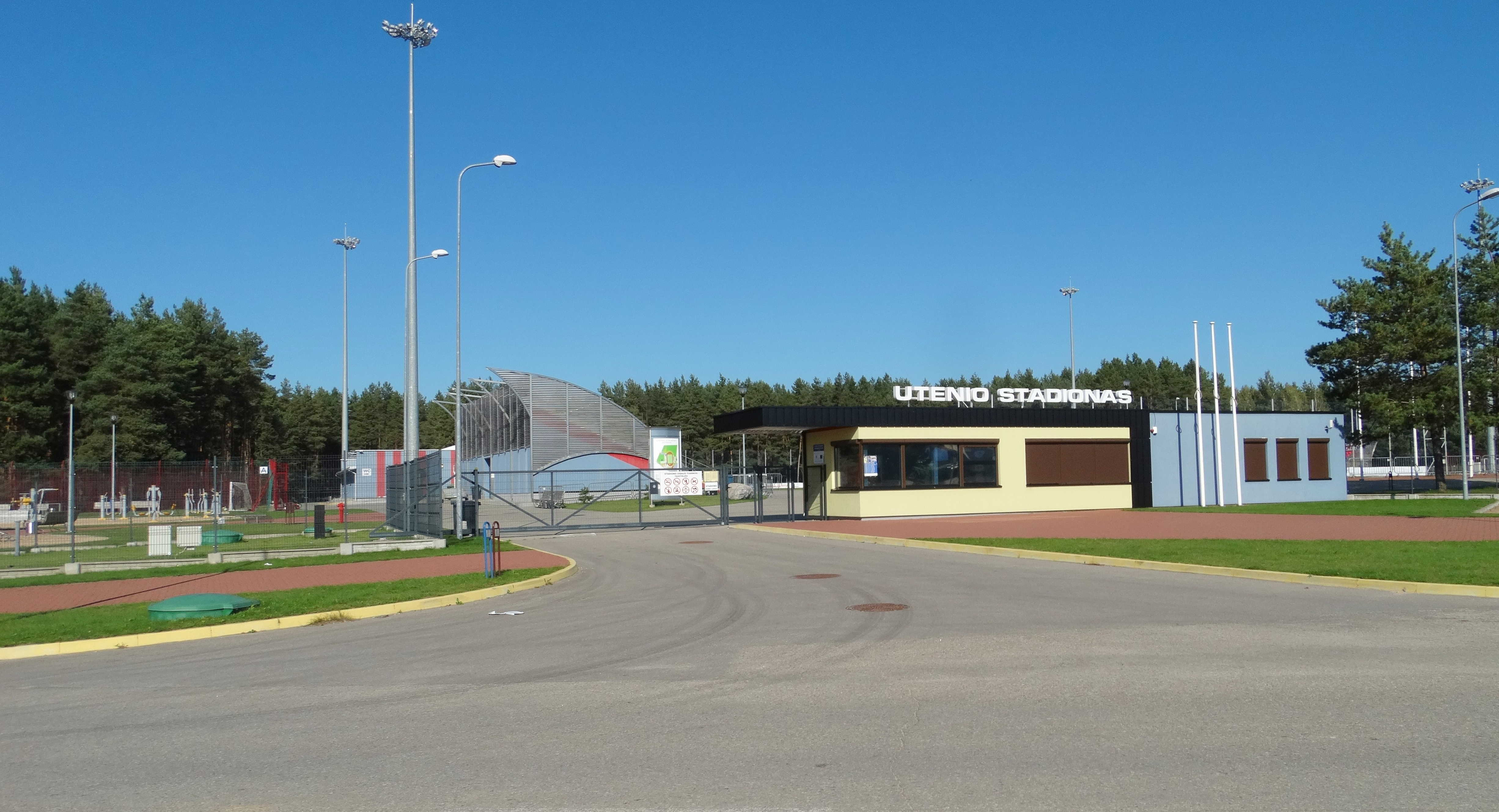

## Övrigt
- Kapacitet: 3 000.[1]
- Publikrekord: (?)
- Spelplan: 105 x 68 m.
- Underlag: Gräs.
- Belysning: (+)
- Byggnadsår: 1978 m.
- Total byggkostnad: (?)